# Чернушка Горга
Чернушка Горга (лат. Erebia gorge) — дневная бабочка из семейства бархатниц, вид рода Erebia. Длина переднего крыла 17 - 21 мм.

## Этимология латинского названия
Горга (греческая мифология) — дочь царя Этолии Ойнея и Алфеи, мать Тидея — одного из участников похода «семерых против Фив».

## Систематика
Многие популяции этого полидизъюнктивного вида имеют названия неясного таксономического статуса, как правило, форм. Вопрос о реально существующем количестве подвидов рассматривается различными исследователями по-разному. 

## Ареал
Горы Южной и Центральной Европы. Населяет каменистые склоны высокогорий не ниже 1600—1800 м. Максимально в горах поднимается на высоты до 3200 м н.у.м. На территории Восточной Европы вид достоверно обнаружен в Словакии, Польше и Румынии. Известен из Польских и Словацких Татр, где встречается весьма локально, и Восточных и Южных Карпат на территории Румынии. 
Имеются старинные указания с территории Украинских Карпат, не подтвержденные существующим коллекционным материалом и современными исследованиями. Эти указания представляются сомнительными, возможна ошибка определения. В коллекции ДПМ НАН Украины имеется 1 экземпляр без этикетки из собрания И. Верхратского, который проводил исследования в Горганах. Возможно, этого вида касается указание М. Новицкого (Erebia goante) для горы Пикуй.

## Биология
Летает на труднодоступных каменистых склонах в июле - августе.
Кормовые растения гусениц: овсяница (Festuca sp.), мятлик (Poa sp.), сеслерия пестрая (Sesleria varia).